# Larry 5: Fala miłości
Larry 5: Fala miłości (ang. Leisure Suit Larry 5: Passionate Patti Does a Little Undercover Work) – gra przygodowa z elementami erotyki, wydana w 1991 przez Sierra Entertainment. Jest to czwarta część z serii gier o przygodach nieudacznika Larry’ego Laffera.

## Fabuła
Larry jest obecnie pracownikiem firmy pornograficznej. Jako największa fajtłapa, która będzie najbardziej wiarygodna i budząca zaufanie, zostaje wysłany z misją zdobycia materiału dotyczącego trzech kandydatek, które wystąpią w najnowszym telewizyjnych show. Ma to być materiał rzeczywisty, nieodgrywany, który pozwoli wyrobić sobie zdanie na temat potencjału trzech przyszłych uczestniczek. W tym samym czasie Patti, znana z poprzedniej części, zostaje zatrudniona przez FBI jako tajna agentka, która będzie musiała zdobyć kompromitujące dowody przeciwko mafii oraz osoby stojącej na jej czele - Juliusa Biggsa, bądź co bądź poprzedniego pracodawcy Patti, do którego nasza bohaterka pała żądzą osobistej zemsty.

## Problem z Larrym 4
Pojawiło się wiele spekulacji co do przyczyn, dla których w serii nie została wydana gra z numerem „4”. Oficjalny powód, potwierdzany przez Ala Lowe na jego stronie internetowej, jest taki, że Larry 4 miał być grą wykorzystującą nowy silnik Sierry umożliwiający grę w trybie gry wieloosobowej przez tzw. Sierra Network.